# 福尔诺莱斯
福尔诺莱斯，是西班牙阿拉贡自治区特鲁埃尔省的一个市镇。总面积33平方公里，总人口94人（2001年），人口密度3人/平方公里。